# フェラン・アドリア
フェラン・アドリア（カタルーニャ語: Ferran Adrià i Acosta、1962年5月14日 - ）は、フランコ体制下のスペインのバルセロナ県ルスピタレート・ダ・リュブラガート生まれのカタルーニャの料理人。
ジローナ県ロザス近郊にあるエル・ブジの料理長だった。

## 経歴

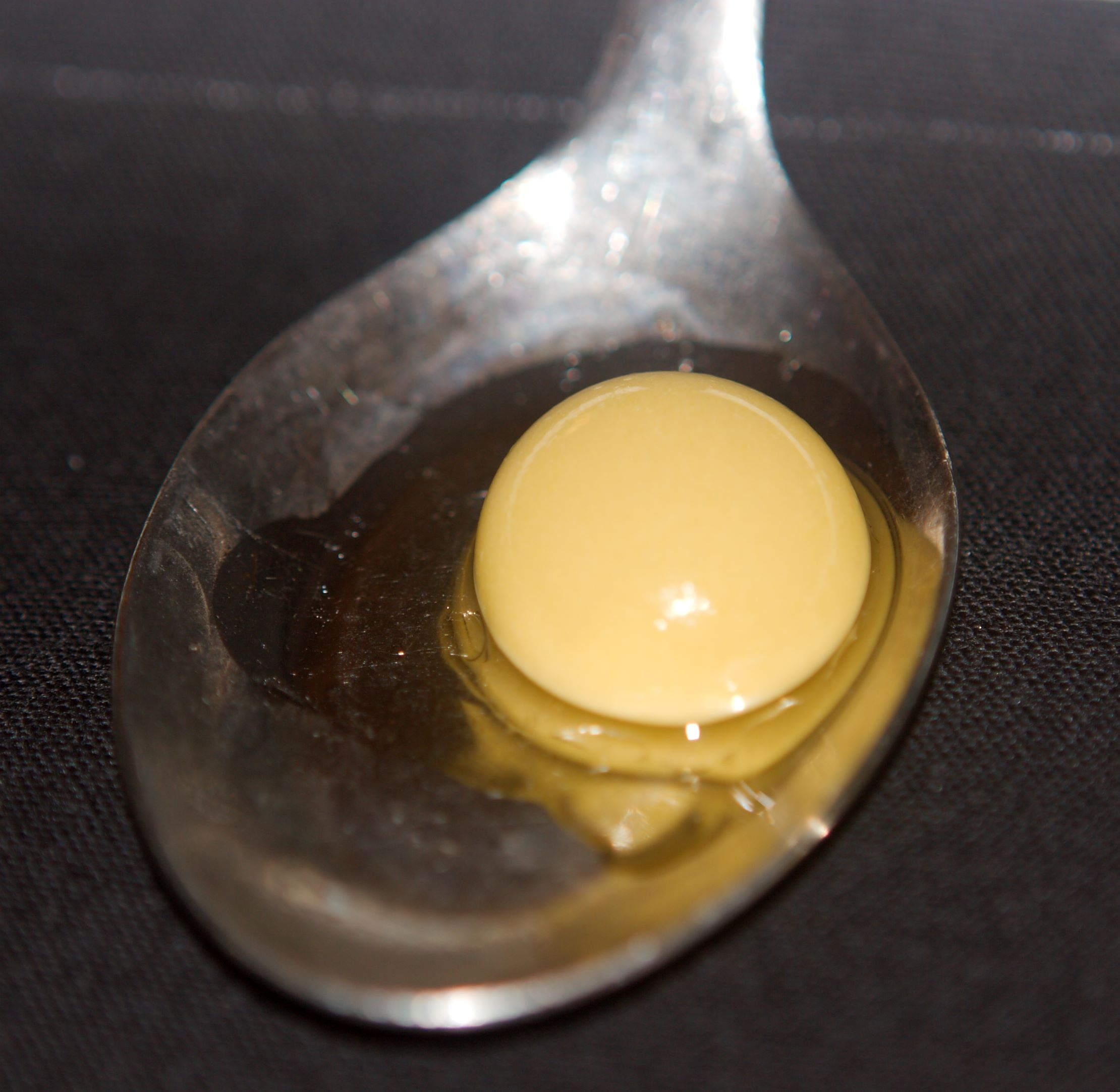
アペタイザーの1つ、液状オリーブ

1980年にカステルダフェルスにあるホテル・プラヤフェルスで皿洗いとなった。 このホテルの総料理長からは伝統的なスペイン料理を学んだ。19歳の時には料理人としてスペイン軍に従軍した。1984年、22歳の時にエル・ブジに採用されて料理人のひとりとなり、18カ月後には料理長となった。
イギリス人シェフのヘストン・ブルメンタールとともに、彼の料理はしばしば分子ガストロノミーという概念と関連づけられている。アドリア自身は自らの料理がこのカテゴリーに入るとは考えておらず、「脱構築主義」であるとしている。「香り、温度、舌触りの思いがけないコントラストを提供すること。全てが見た目通りではない。ディナーを挑発し、驚かせ、喜ばせるためにアイデアを出すこと」が目標であると述べている。しばしば「理想の客はエル・ブジに食事をしにくるのではなく、経験を積みに来る」とも述べている。
アドリアはエスプーマを開発したことでも知られている。香りを探求する中で、アドリアはクリームと卵の使用を捨てた。エスプーマはメインの食材と「空気」（亜酸化窒素のカートリッジを通してサイフォンの中で混合する）だけからなる。アドリアのエスプーマによって、肉の他にエスプレッソ、きのこ、テーブルビート等を泡状にすることができる。
エル・ブジはミシュランガイドで3つ星を獲得している。2005年にはレストラン誌の「世界のベストレストラン50」において、イギリスのザ・ファット・ダックに次ぐ2位に選出された。2006年には初めて1位となり、2007年・2008年・2009年にも1位となった。
アドリアは、『A Day at El Bulli』、『El Bulli 2003-2004』、『Cocinar en Casa』など、何冊かの料理書も著している。助手のダニエル・ピカードとともに、自然素材の力を借りてアーモンド入りのチーズやアスパラガス入りのパンを開発した。
テレビシオン・エスパニョーラのGreat Chefsという番組でも取り上げられたことがある。

## 論争
アドリアは、彼の「分子ガストロノミー」を自惚れだと述べたサンティ・サンタマリア（アドリアと同じく3つ星シェフ）に反論を行ったことがある。カン・ファベスを経営するサンタマリアはアドリアの料理が「健康的ではない」と攻撃し、「アドリアの料理は満足度よりも印象を重視し、添加物を利用することで健康に対するリスクになっている」と述べ、スペイン料理に対する嫉妬や侮辱であるとしている。このようにスペインのトップの料理人の間でも評価は分かれている。アドリアがサンタマリアから非難を浴びた料理には、フローズン・ウイスキー・サワー・キャンディー、ガーリック・アーモンド・ソルベ、タバコの香りのブラックベリーアイス、ケロッグのライスクリスピーのパエリアなどがある。
ドイツの料理評論家イェルク・ツィップリックは、アドリアの「分子ガストロノミー」に加えられた添加物が客を害することになっているとして批判し、アドリアのメニューに健康への害について記載するべきだと述べた。アドリアが大量に料理に入れるこれらの着色料、ゲル化剤、乳化剤、酸化剤等は健康に大きな影響を与えると主張している。

## 著書
- El Bulli 1983-1993 (with Juli Soler and Albert Adria)
- El Bulli: el sabor del Mediterraneo, 1993, ISBN 84-7596-415-X
- Los secretos de El Bulli, 1997, ISBN 8448710002
- El Bulli 1994-1997 (with Juli Soler and Albert Adria)
- Cocinar en 10 minutos con Ferran Adria, 1998, ISBN 84-605-7628-0
- Celebrar el milenio con Arzak y Adria (with Juan Mari Arzak), 1999, ISBN 84-8307-246-7
- El Bulli 1998-2002 (with Juli Soler and Albert Adria), Conran Octopus, 2003, ISBN 1-84091-346-0; Ecco, 2005, ISBN 0-06-081757-7
- El Bulli 2003-2004 (with Juli Soler and Albert Adria), Ecco, 2006, ISBN 0-06-114668-4
- El Bulli 2005
- A Day At El Bulli 2008
- FOOD for thought THOUGHT for food (El Bulli y Ferran Adria), 2009 Actar Editorial, ISBN 978-84-96954-68-7

2008年10月、フェラン・アドリアはジュリ・ソラー、アルバート・アドリアとともにA Day At El Bulliを出版した。この本ではエル・ブジの24時間が写真と文章で描かれ、30のレシピを掲載している。多くのレシピは複雑で、パコジェット、凍結乾燥器、液体窒素タンク、綿菓子製造機、アクリル樹脂の型等の特殊な器具を必要とする。